# Uva di Puglia
L’Uva di Puglia IGP comprende diverse varietà di uva da tavola bianca, rossa e nera.

## Descrizione
Le varietà incluse nell’Uva di Puglia IGP sono diverse. Tra queste le bianche sono rappresentate dalle varietà Italia, Regina e Victoria di colore giallo paglierino, le nere dalla Michele Palieri di color nero vellutato piuttosto intenso e le rosse dalla Red Globe contrassegnata da un colore rosato.
Le varietà bianche hanno i semi e sono contrassegnate da una polpa croccante e, soprattutto la varietà Italia, da un sapore di un moscato. La Red Globe, invece, ha un sapore marcatamente dolce tanto da essere particolarmente indicata per dolci e confetture. La Michele Palieri, infine, ha acini più allungati ed un sapore meno zuccherino.
Il periodo di raccolta dell’uva decorre dal momento del conseguimento dei requisiti minimi qualitativi previsti dal disciplinare (per la varietà Victoria: a partire dall’inizio della seconda decade di luglio; per la varietà Michele Palieri: a partire dall’inizio della terza decade di luglio per le varietà Italia, Regina e Red globe: a partire dall’inizio della terza decade di agosto).
Si tratta di un alimento particolarmente ricco di zuccheri come glucosio e mannosio e di sali minerali quali potassio, ferro e fosforo. Possiede anche vitamine del gruppo B, vitamina C e K.

## Area geografica
La zona di produzione dell’Uva di Puglia comprende tutti i comuni della regione Puglia posti al di sotto dei 330 m s.l.m. escludendo sostanzialmente solo i comuni facenti parte dell’area del Subappennino Dauno. Si tratta di terreni ricchi di calcio e potassio, caratterizzati da scarsa piovosità e dal clima mite anche durante l'inverno.

## Storia
La Puglia è stata fin dai tempi della Magna Grecia terra di produzione vinicola e di uva da tavola. Per quanto riguarda le varietà incluse nell'Uva di Puglia IGP, abbiamo le prime testimonianze alla fine del 1800 quando inizia a riscuotere un discreto successo nel settore delle esportazioni anche grazie all'impegno di Sergio Musci di Bisceglie il quale inaugurò le spedizioni di uva da tavola verso Bologna, Milano e Torino. A quanto sembra, infatti, l'Uva di Puglia mostrò una miglior mantenimento delle caratteristiche organolettiche giungendo in ottimo stato su mercati internazionali come quello tedesco dove era giunta grazie all'impegno del cav. Francesco De Villagomez di Bisceglie che inaugurò le spedizioni in Germania. Nel 1975, l'esportazione dell'Uva di Puglia era pari al 62,4% dell'intera produzione di uva da tavola italiana destinata all'estero, tasso che raggiunse il 74,1% dieci anni dopo.

## Riconoscimenti
Dal 2012, a livello europeo, la denominazione «Uva di Puglia» è stata riconosciuta come Indicazione Geografica Protetta (IGP). La produzione dell'ortaggio è tutelata e promossa dal Consorzio di Tutela Uva di Puglia riconosciuto dal Ministero delle politiche agricole alimentari e forestali.

## Commercializzazione
L'Uva di Puglia può essere commercializzata nei seguenti formati:
- Cassetta da 5 kg netti di uva
- Cassetta da 2 - 2,5 - 3,0 kg netti di uva
- Cestini da 2,0 – 1,5 – 1,0 – 0,750 - 0,5 kg netti di uva
- Buste da 0,5 – 1,0 kg netti di uva

Le confezioni devono essere etichettate con la denominazione Uva di Puglia, la dicitura I.G.P, l'indicazione del produttore e il logo.